# Oligolepis
Oligolepis is een geslacht van straalvinnige vissen uit de familie van grondels (Gobiidae). Het geslacht is voor het eerst wetenschappelijk beschreven in 1874 door Bleeker.

## Soorten
- Oligolepis acutipennis (Valenciennes, 1837)
- Oligolepis cylindriceps (Hora, 1923)
- Oligolepis dasi (Talwar, Chatterjee & Dev Roy, 1982)
- Oligolepis jaarmani (Weber, 1913)
- Oligolepis keiensis (Smith, 1938)
- Oligolepis stomias (Smith, 1941)